# Řeči, řeči, řeči …
Řeči, řeči, řeči … (dt. Reden, reden, reden …) ist ein tschechoslowakischer Zeichentrick-Kurzfilm von Michaela Pavlátová aus dem Jahr 1991.

## Handlung
In einem Café sind sämtliche Plätze besetzt und die Gäste kommunizieren miteinander, wobei sich die Worte in Blasen unterschiedlicher Größe, Form und Farbe verwandeln und zum Teil ein Eigenleben entwickeln. Das Geschwätz zweier Frauen verwandelt eine Mücke in einen Elefanten, der anschließend durch die Gehörgänge einiger Gäste wandert, um schließlich im Gespräch zweier Männer zurück auf die Größe einer Maus gebracht zu werden. Ein Mann versucht eine Frau durch Worte einzuwickeln, wird jedoch vom Kellner gestört.
Der Kellner hat sich in eine lesende Frau verliebt, die jedoch von einem anderen Mann umgarnt wird. Ihre Ansichten ergänzen sich bildlich wie Domino-Steine und selbst ein kompliziertes Puzzle wird durch ihre gegenseitigen Worte langsam zu einem runden Ganzen – das letzte Puzzlestück der gemeinsamen Ansichten passt jedoch nicht und es kommt zum Streit zwischen beiden, bis der Mann geht. Es ist der Kellner, dessen liebevolles Wort das Puzzle schließt, doch nimmt die Frau nur das jetzt vollständige Puzzle an sich und eilt dem anderen Mann nach. Zurück bleibt ein leeres Café.

## Auszeichnungen (Auswahl)
Auf dem Montréal World Film Festival gewann der Film 1991 den Großen Preis im Bereich Animationsfilm. Auf dem Anima Mundi Animation Festival erhielt er 1999 den Publikumspreis.
Řeči, řeči, řeči … wurde 1993 für einen Oscar in der Kategorie „Bester animierter Kurzfilm“ nominiert, konnte sich jedoch nicht gegen Mona Lisa Descending a Staircase durchsetzen.